# Olivia May
Pour les articles homonymes, voir Olivia et May.
Olivia May, née le 22 octobre 1985 à Fresno en Californie, est une actrice de télévision et de cinéma, chanteuse et compositrice américaine.

## Biographie
En 2008, elle s'est fait connaître pour sa participation à la série télévisée érotique Co-Ed Confidential (en). 
En 2009, elle tient le rôle principal du film de Tamara Olson 18 Year Old Virgin.

## Filmographie

### Comme actrice
- 2008 : Blue Skied an' Clear (court métrage vidéo) : Butterfly
- 2008 : Casanovas (série télévisée)
- 2008 : Co-Ed Confidential (en) (série télévisée) : Emmanuelle / Emily (13 épisodes)
- 2009 : Spread
- 2009 : 18 Year Old Virgin : Katie Powers
- 2009 : Party Down (série télévisée) : l'infirmière
- 2009 : Lost Tales from Camp Blood: Part 6 (court métrage vidéo) : Sam
- 2009 : Lost Tales from Camp Blood: Part 5 (court métrage vidéo) : Sam
- 2009 : Lost Tales from Camp Blood: The Director's Cut (court métrage) : Sam
- 2010 : Ouija (one) (court métrage) : Amy
- 2010 : The Purest Blue : Zoey Thompson
- 2011 : Mad Love (série télévisée) : la femme de Dave
- 2011 : Happy Endings (série télévisée) : une zombie
- 2011 : Moth Finds a Home (court métrage) : la femme joyeuse
- 2012 : 2 Broke Girls (série télévisée)
- 2013 : You Reap What You Love (court métrage) : Kate
- 2013 : A Sense of Reality (court métrage) : Maya
- 2013 : Masters of Sex (série télévisée) : la femme du Peep Show
- 2014 : Faking It (série télévisée) : Gina
- 2015 : Surviving an Active Shooter (court métrage) : June
- 2016 : The Undergrounds (série télévisée) : Yetta
- 2016 : Westworld (série télévisée) : Hooker
- 2016 : Scream Queens (série télévisée) : Katy Perry
- 2016 : People Magazine Investigates (série télévisée) : Marilyn
- 2017 : Jammerzine's The Week in #Indie (série télévisée)
- 2017 : Fight of the Living Dead (en) (série télévisée) : DJ (8 épisodes)
- 2017 : Elsewhere
- 2017 : Broke A$$ Rich Kid (série télévisée) : Eve (2 épisodes)
- 2017 : May Tuck and the Hollywood Countrymen (court métrage) : Kalamata Demayo
- 2017 : Loyalty Club (téléfilm) : Chloe
- 2018 : Desert Shores : Annie

### Comme productrice
- 2010 : The Purest Blue
- 2017 : May Tuck and the Hollywood Countrymen (court métrage)